# Arachniodes yaoshanensis
Arachniodes yaoshanensis là một loài thực vật có mạch trong họ Dryopteridaceae. Loài này được (Y.C. Wu) Seriz. miêu tả khoa học đầu tiên năm 1973.